# Ernst Burger (Widerstandskämpfer)
Ernst Burger (* 16. Mai 1915 in Wien; † 30. Dezember 1944 im KZ Auschwitz) war ein österreichischer Kommunist, Widerstandskämpfer gegen den Nationalsozialismus und gehörte führend dem konspirativen Lagerwiderstand im KZ Auschwitz an.

## Leben
Burger, von Beruf Kontorist (kaufmännischer Angestellter), wuchs in einer Arbeiterfamilie in Wien-Hietzing auf. 1926 wurde er Mitglied der Roten Falken, deren Bezirksgruppe er von 1933 bis zum Verbot im Februar 1934 leitete. Nach den Februarkämpfen 1934 wurde er Mitglied des illegalen Kommunistischen Jugendverbandes (KJV), in dessen Leitung er 1935 gewählt wurde. Burger wurde im Juni 1934, Jänner 1935 und Mai 1937 von der Polizei zu mehrwöchigen beziehungsweise mehrmonatigen Arreststrafen und im September 1937 vom Kreisgericht Korneuburg zu zwei Monaten schweren Kerker verurteilt. Von August 1937 bis Februar 1938 war er im Anhaltelager Wöllersdorf interniert. Von Mai 1935 bis Juli 1936 absolvierte er die Internationale Lenin-Schule in Moskau.
Nach dem „Anschluss“ von Österreich an das nationalsozialistische Deutsche Reich im März 1938 emigrierte Burger im Mai 1938 in die Schweiz und von dort weiter nach Paris. Zur Organisierung der Parteiarbeit kehrte er im November 1938 illegal nach Österreich zurück und wurde zwei Tage später von der Gestapo verhaftet. Im Dezember 1940 vom Oberlandesgericht Wien wegen Vorbereitung zum Hochverrat zu zwei Jahren und neun Monaten Zuchthaus verurteilt, kam er darauf ins Zuchthaus Stein.
Nach Haftende wurde Burger nicht freigelassen, sondern von der Gestapo ins Stammlager des KZ Auschwitz überstellt, wo er am 6. Dezember 1941 eintraf und die Häftlingsnummer 23.850 erhielt. Burger war als Blockschreiber des Blocks 4 Funktionshäftling. Ein belgisch-jüdischer Deportierter, Jozef Blitz (n. 66200), bezeugte nach dem Krieg, dass Burger in Block 4 sein Leben gerettet hatte.
Er gehörte zunächst der 1942 entstandenen österreichischen Widerstandsgruppe im Stammlager an. Weitere Mitglieder der Widerstandsgruppe waren Alfred Klahr, Hermann Langbein, Rudolf Friemel, Ludwig Vesely und später auch Heinrich Dürmayer und Ludwig Soswinski. Anfang Mai 1943 entstand aus der österreichischen Widerstandsgruppe und dem polnischen Lagerwiderstand die Kampfgruppe Auschwitz. Neben Langbein und zwei polnischen Häftlingen gehörte Burger der vierköpfigen Internationalen Leitung der Kampfgruppe an.
Gemeinsam mit vier weiteren polnischen Häftlingen der „Kampfgruppe Auschwitz“ wurde eine Flucht aus dem Stammlager organisiert und am 27. Oktober 1944 durchgeführt. Zwei SS-Männer konnten gewonnen werden, um die Flucht dieser Häftlinge in lastwagenverladenen Kisten zu einem Partisanenstützpunkt nahe dem Lager zu gewährleisten. Von außerhalb sollte gemeinsam mit den polnischen Partisanen eine effektive Zusammenarbeit im Widerstand organisiert und sichergestellt werden. Die Flucht wurde jedoch durch einen der beiden SS-Männer verraten. Die denunzierten Häftlinge unternahmen daraufhin den Versuch sich zu vergiften, woran zwei polnische Häftlinge starben. Burger und zwei weitere Häftlinge überlebten den Suizidversuch, da ihnen der Magen ausgepumpt wurde. Gemeinsam mit den beiden polnischen Häftlingen sowie Friemel und Vesely, welche die beiden SS-Männer als Fluchthelfer gewonnen hatten, wurde Burger am 30. Dezember 1944 auf dem Appellplatz des Stammlagers gehängt. Unmittelbar vor der Erhängung wurden die Hinrichtungskandidaten, ob deren Kampfrufe, noch geschlagen.
Seit Dezember 1949 erinnert an seinem ehemaligen Wohnhaus in Wien 14, Matznergasse 18, eine Gedenktafel an Ernst Burger. Die Stadt Wien ehrte zudem das Gedenken an Ernst Burger im November 1963 mit der Ernst-Burger-Gasse im 14. Wiener Gemeindebezirk.